# Marc van Roosmalen
Marcus Gerardus Maria van Roosmalen (* 24. Juli 1947 in Tilburg) ist ein niederländischer Primatologe und Naturforscher mit niederländischer und brasilianischer Staatsangehörigkeit. Er gilt unter anderem als Entdecker von 20 Affenarten und 17 weiteren Säugetierarten. Weiterhin hat er nach eigenen Angaben 5 Vogelarten und etwa 50 Pflanzenarten entdeckt.

## Wirken
Van Roosmalen hat nach eigenen Angaben von 1997 bis 2007 zwanzig neue Affenarten entdeckt. Bis 2007 hat er von diesen lediglich die folgenden fünf Arten wissenschaftlich beschrieben: den Prinz-Bernhard-Springaffen (Callicebus bernhardi), den Stephen-Nash-Springaffen (Callicebus stephennashi), das Acarí-Seidenäffchen (Callithrix acariensis oder Mico acariensis), das Manicoré-Seidenäffchen (Callithrix manicorensis oder Mico manicorensis) und das Schwarzkronen-Seidenäffchen (Callithrix humilis oder laut Roosmalen in einer eigenen Gattung Callibella humilis). Unter den 17 weiteren, von ihm entdeckten Säugetierarten befinden sich unter anderem das Riesenpekari (Pecari maximus), die Zwergseekuh (Trichechus pygmaeus) und der nach ihm benannte Südamerikanische Baumstachler Sphiggurus roosmalenorum.
Marc van Roosmalen verbringt seine meiste Zeit am Rio Aripuanã, einem Nebenfluss des Amazonas, wo er sämtliche neuen Tierarten entdeckt hat.

## Auszeichnungen
- 2000: Hero for the Planet durch das amerikanische Magazin Time[5]
- 2001: Orden der Goldenen Arche, verliehen von Prinz Bernhard der Niederlande